# Rabasa
Rabasa is een bestuurslaag in het regentschap Belu van de provincie Oost-Nusa Tenggara, Indonesië. Rabasa telt 565 inwoners (volkstelling 2010).